# III Liceum Ogólnokształcące im. Jana Pawła II w Elblągu
III Liceum Ogólnokształcące im. Jana Pawła II w Elblągu – państwowe liceum ogólnokształcące w Elblągu, usytuowane przy ul. Browarnej 1.
Szkoła powstała w 1955 roku i mieściła się w nowo oddanym budynku przy ul. Grottgera 71 (obecnie mieści się tam Zespół Szkół Technicznych). W 1957 roku szkoła została przeniesiona do budynku przy ul. Powrotnej 1 (obecnie w tym miejscu, pod adresem Godlewskiego 1, mieści się Szkoła Podstawowa nr 21) oraz została nazwana imieniem Mikołaja Kopernika. W 1962 roku liceum zostało zlikwidowane, a jego uczniowie zostali przeniesieni do I Liceum Ogólnokształcącego.
Liceum zostało reaktywowane 1 marca 1991 roku jako jedna z pierwszych szkół w elbląskim miasteczku szkolnym. 19 maja 1999 roku szkole nadano imię Jana Pawła II. Od 1991 roku jej dyrektorem był nieprzerwanie Jan Zaborowski. Do 2018 roku budynkiem, w którym mieściła się szkoła był ten przy ul. Saperów 14 F. Od tego czasu szkoła mieści się przy ul. Browarnej 1, tym samym wynosząc się z miasteczka szkolnego.

## Absolwenci
Absolwentami III Liceum Ogólnokształcącego w Elblągu byli m.in.:
- Tomasz Błasiak – aktor,
- Tomasz Lach – muzyk,
- Mirosław Ośko – piłkarz ręczny
- Krzysztof Wieszczek – aktor.